# الكسندر باريت
الكسندر باريت (17 نوفمبر 1866 في المملكة المتحدة - 12 مارس 1954 في المملكة المتحدة) (بالإنجليزية: Alexander Barrett)‏ هو لاعب كريكت بريطاني (وحمل سابقاً جنسية المملكة المتحدة لبريطانيا العظمى وأيرلندا). لعب مع نادي مقاطعة سومرست للكريكت ‏.